# Joss McWilliam
Joss McWilliam (ur. w 1959 w Canberze) – australijski aktor, znany z roli w serialu H2O – wystarczy kropla jako Harrison Bennett. Poza tym wystąpił jeszcze w kilkunastu serialach.

## Filmografia
- H2O – wystarczy kropla – Harrison Bennett
- Blue Heelers – Gavin McBride
- Water Rats – Senior Sergeant Lance Rorke
- Wildside – Dave Hanson
- Naked: Stories of Men – Julian Lucas
- Pacific Drive – Martin Harris
- Time Trax – Ivan Mallory
- The Adventures of Skippy – Ranger Dave
- Something Wicked – Michael
- The Flying Doctors – Russel
- The Facts of Life Down Under – Nick Aintree
- A Thousand Skies –  Keith Anderson
- The Empty Beach – Tal
- Winners: Top Kid – Brother Kennedy
- The Coolangatta Gold – Steve Lucas